# Adam Reed (Fußballspieler, 1991)
Adam Michael Reed (* 8. Mai 1991 in Hartlepool, England) ist ein philippinischer Fußballspieler.

## Karriere

### Verein
Im Alter von 8 Jahren kam Adam Michael Reed zur Jugendakademie vom AFC Sunderland, wo er auch seinen ersten Vertrag unterzeichnete. Während seiner Zeit in Sunderland spielte er für dessen U-23 und wurde auch mehrmals verliehen. Über die Ausleihen nach FC Brentford, Bradford City, Leyton Orient, FC Portsmouth und York City unterschrieb er 2013 einen Vertrag beim Drittligisten Burton Albion. Nach mehreren Stationen bei York City , FC Darlington, Whitley Bay FC und Stallion Laguna wechselte er 2016 zu Kaya FC-Iloilo, einem Verein auf den Philippinen. Der Klub ist in Iloilo City beheimatet und spielte in der höchsten Liga des Landes, der Philippines Football League. 2018 wechselte er nach Tagum zu Davao Aguilas, einem Verein, der ebenfalls in der PFL spielte. Nach nur einem Jahr ging er nach Thailand. Hier unterschrieb er einen Vertrag beim Erstligisten Chainat Hornbill FC in Chainat. Für den Club spielte er 20 Mal in der Thai League. Nach Ende der Saison musste er mit dem Club in die zweite Liga absteigen. Nach dem Abstieg verließ er Chainat und ging nach Malaysia. Hier schloss er sich dem Pahang FA. Der Verein aus Kuantan spielt in der ersten Liga, der Malaysia Super League. Anfang 2021 wechselte er dann zum Ligarivalen UiTM FC und schon zwei Monate später weiter zum United City FC. Im Juni 2022 ging er wieder nach Thailand, wo er einen Vertrag beim Erstligisten Ratchaburi Mitr Phol in Ratchaburi unterschrieb. Nach der Hinrunde, in der er nicht zum Einsatz kam, wurde sein Vertrag Anfang Dezember 2022 aufgelöst.

### Nationalmannschaft
Seit 2017 spielt Adam Michael Reed in der philippinischen A-Nationalmannschaft. Sein Debüt gab er am 1. Dezember in einem Freundschaftsspiel gegen Laos.